# 青田源太郎
青田 源太郎（あおた げんたろう、1901年〈明治34年〉8月28日 - 1996年〈平成8年〉8月1日）は、昭和期の農業協同組合指導者、政治家。参議院議員、兵庫県神崎郡船津村長。

## 経歴
兵庫県、のちの姫路市で生まれる。1917年（大正6年）帰一学館を卒業した。南満洲に渡り撫順南海火工品工廠に勤めた。1934年（昭和9年）に帰国。
元田商店取締役、神崎縫工取締役、船津消防団長、船津村長、神崎郡商工会長、青田鋳造所社長、岡製材所社長、船津農業協同組合長などを務めた。兵庫県議会議員に選出され2期在任した。
1959年（昭和34年）6月の第5回参議院議員通常選挙に兵庫県地方区から自由民主党公認で出馬して初当選。1965年（昭和40年）7月の第7回通常選挙でも再選され、参議院議員に連続2期在任した。その間、参議院農林水産委員長、第2次佐藤内閣・農林政務次官などを務めた。
その他、兵庫県信用農業協同組合連合会理事、経済農業協同組合連合会理事、農業協同組合中央会理事、農業協同組合信用基金協会理事長、共済農業協同組合連合会会長、農業会館理事長、農林中央金庫審議員などを歴任した。
1971年（昭和46年）秋の叙勲で勲二等に叙され、瑞宝章を受章する。
1996年（平成8年）8月1日、死去した。94歳没。同月20日、特旨を以て位記を追賜され、死没日付をもって従四位に叙された。